# Actinotia lyncea
Actinotia lyncea là một loài bướm đêm trong họ Noctuidae.